# Linette Sørensen
Linette Sørensen (* 1. Juni 1972) ist eine ehemalige dänische Fußballspielerin.

## Karriere

### Vereine
Sørensen spielte im Seniorinnenbereich für den Hjortshøj-Egaa Idrætsforening aus Aarhus und später für den auf der Insel Falster ansässigen Boldklubben von 1921 – in den entsprechenden Provinz-Ligen Jütland und Lolland–Falster.
Nach Deutschland gelangt, gehörte sie von 1998 bis 2000 dem Bundesligisten Sportfreunde Siegen an. In ihrer Premierensaison bestritt sie 15 Punktspiele, beginnend am 30. August 1998 (2. Spieltag) im torlosen Auswärtsspiel gegen den FFC Heike Rheine.  In ihren weiteren Punktspielen bis zum Saisonende am 23. Mai 1999 erzielte sie in drei Spielen jeweils ein Tor; ihr erstes gelang ihr am 20. Dezember 1998 (9. Spieltag) beim 3:0-Sieg im Auswärtsspiel gegen Grün-Weiß Brauweiler mit dem Treffer zur 1:0-Führung in der 42. Minute.
Ihr letztes Spiel für die Sportfreunde Siegen bestritt sie am 6. Mai 2000 im Finale um den DFB-Pokal. Das im Berliner Olympiastadion ausgetragene Finale wurde mit 1:2 gegen den 1. FFC Frankfurt verloren. Das einzige Tor ihrer Mannschaft erzielte Patricia Menge mit dem Anschlusstreffer in der 87. Minute nach ihrer Einwechslung für Merete Pedersen.

### Nationalmannschaft
Sørensen debütierte als Nationalspielerin für den DBU in der U17-Nationalmannschaft, die im altersbezogenen Turnier um den Nordic-Cup im eigenen Land am 29. Juni 1988 gegen die U17-Nationalmannschaft Finnlands mit 0:1 in Vildbjerg unterlegen war. Dort war sie auch im dritten Spiel der U17-Nationalmannschaft Schwedens mit 1:3 am 2. Juli 1988 unterlegen; lediglich im zweiten Spiel am 30. Juni 1988 erzwang sie mit ihrer Mannschaft in Nykøbing Falster ein 1:1-Unentschieden gegen die U17-Nationalmannschaft Norwegens.
Im Zeitraum 20. März 1993 – 31. März 1994 spielte sie sechsmal für die U21-Nationalmannschaft; drei Freundschaftsspiele und drei im altersbezogenen Turnier um den Nordic-Cup. Ihr Debüt misslang mit der 1:2-Niederlage im Freundschaftsspiel gegen die U21-Nationalmannschaft Norwegens in Bergen. Ihre beiden Tore erzielte sie in den ersten beiden Spielen des Turniers um den Nordic-Cup (3:1 vs. USA am 6. August, 2:1 vs. Finnland am 7. August jeweils in Ishøj).
Zu ihrem einzigen A-Länderspieleinsatz kam sie am 29. September 1993 in Hjørring; als Einwechselspielerin für Susanne Kjerulff in der 63. Minute erlebte sie den 6:1-Sieg über die Nationalmannschaft Bulgariens im zweiten Spiel der EM-Qualifikationsgruppe 3.

## Anmerkung / Einzelnachweise
1. ↑  Statistik ohne Saison 1999/2000
2. ↑  Sørensens Bundesligadebüt auf weltfussball.de
3. ↑  Sørensens erstes Bundesligator auf weltfussball.de
4. ↑  Sørensens Finalspiel auf soccerdonna.de
5. ↑  Sørensens 1. Länderspiel auf dbu.dk
6. ↑  Sørensens 2. Länderspiel auf dbu.dk
7. ↑  Sørensens 1. und 2. U19-Länderspieltor auf dbu.dk
8. ↑  Sørensens einziges A-Länderspiel auf dbu.dk

| Personendaten    | Personendaten             |
| ---------------- | ------------------------- |
| NAME             | Sørensen, Linette         |
| KURZBESCHREIBUNG | dänische Fußballspielerin |
| GEBURTSDATUM     | 1. Juni 1972              |
| GEBURTSORT       | Dänemark                  |